# Gregorio Allegri
Gregorio Allegri (* 1582 in Rom; † 7. Februarjul. / 17. Februar 1652greg. ebenda) war ein italienischer Priester, Komponist und Tenorsänger.

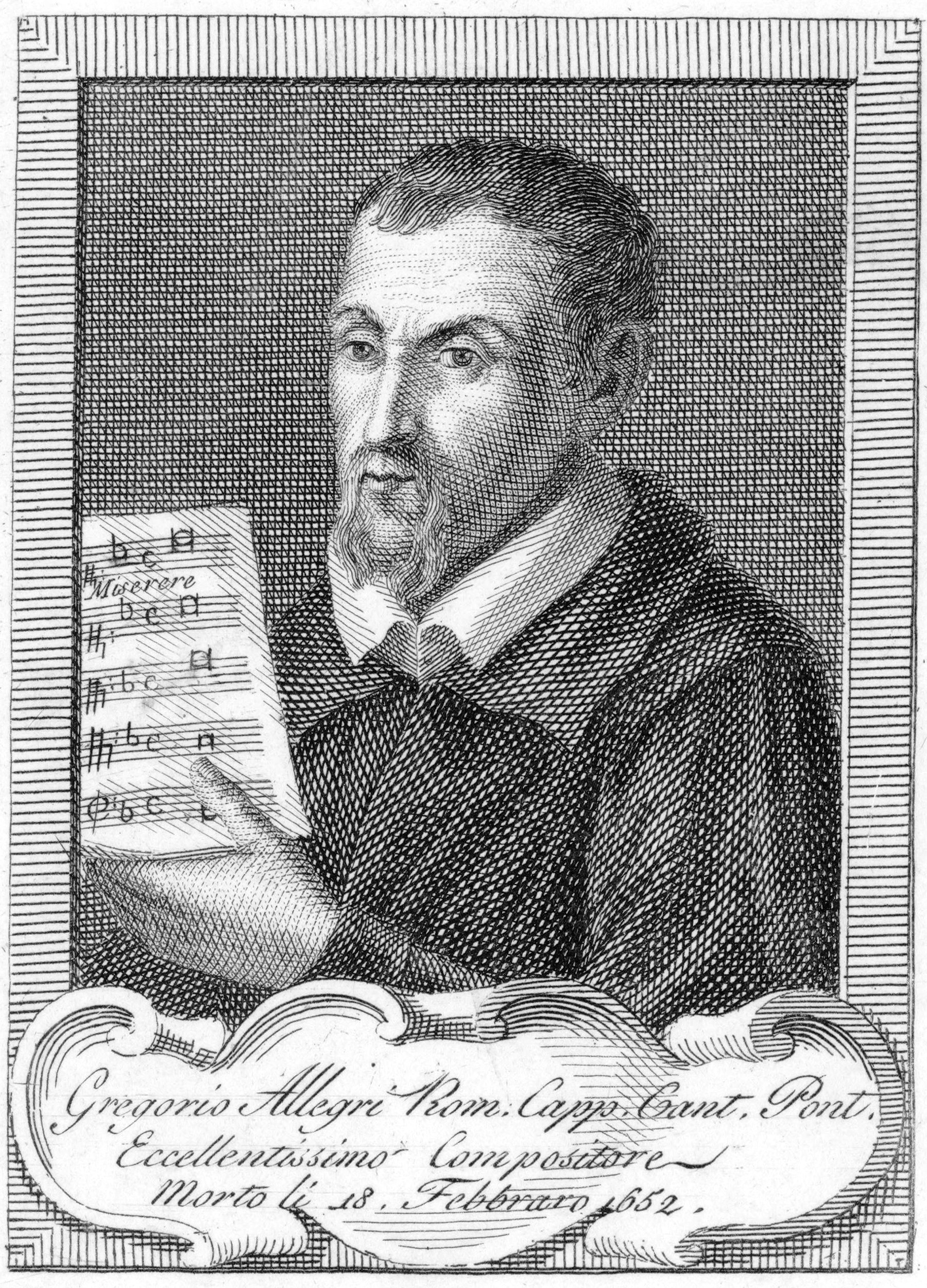
Gregorio Allegri

## Leben und Werk
Seit 1591 war Gregorio Allegri Chorknabe an San Luigi dei Francesi und wie sein Bruder Domenico Allegri (1585–1629) Schüler von Giovanni Maria Nanino und dessen Bruder Giovanni Bernardino Nanino. Nach seiner Priesterweihe war er von 1607 bis 1621 Kapellmeister am Dom zu Fermo, danach von 1629 bis zu seinem Tod Sänger im Päpstlichen Chor der Sixtinischen Kapelle in Diensten von Papst Urban VIII.
Seine wohl berühmteste Komposition ist das zweichörige Miserere, das im Laufe der Jahre viele zusätzliche Einflüsse und Veränderungen erfuhr. Das 1637 im alten Stil komponierte Stück wird heute eher als rezeptionsgeschichtliches Phänomen eingeordnet, das weniger aufgrund kompositorischer Meisterschaft als wegen der Virtuosität der Sänger der päpstlichen Kapelle, die die geheimgehaltene Partitur nur einmal im Jahr aufführen durften, außerordentliche Bekanntheit erlangte. Es erklang bis 1870 jedes Jahr in der Karwoche in der Sixtinischen Kapelle und durfte angeblich nicht kopiert werden. Bei einem Besuch dort im Jahr 1770 soll Wolfgang Amadeus Mozart das Musikstück gehört und es später aus dem Gedächtnis niedergeschrieben haben. Eine erste Veröffentlichung des Werkes aus dem Jahr 1771 stammt von Charles Burney. Ihm und Mozart könnte es zu verdanken sein, dass das Stück nicht für immer verlorenging. Das Miserere beeindruckte auch Johann Wolfgang von Goethe.
Elam Rotem und Jörg-Andreas Bötticher bezeichnen die Erzählung um Mozart als zumindest seltsam.  Ob die Verwendung außerhalb der Sixtinischen Kapelle tatsächlich verboten gewesen sei, bezeichnen sie als unsichere Tradition. Der Autor William Smith Rockstro des Artikels im Grove Dictionary of Music and Musicians von 1880 habe zudem noch weitere Fehler hinsichtlich der Notation gemacht. So habe Rockstro nicht verstanden, dass Felix Mendelssohn Bartholdy die Notierung nach Gehör eine Terz höher vorgenommen habe und außerdem nicht, welchen Teil er in Noten niederschrieb. So sei es zu der eigentlich falschen Notierung des c‴ gekommen, die seit 1880 eine gewisse Tradition entwickelte.
Allegri schuf auch Kompositionen im moderneren Stil kleinbesetzter Kirchenmusik in der Art Lodovico Viadanas. Am meisten geschätzt werden aber a-capella-Werke, die oft mehrchörig und von subtiler klanglicher Gestaltung sind.
Vor seinem Tode verfügte er testamentarisch, dass sein Erbe ausschließlich an die weiblichen Nachkommen seines Neffen Carlo Antonio Allegri (Organist und Musiker) übergehen sollte. Carlo Antonio war der Sohn von Domenico Allegri (*um 1585 in Rom) und heiratete um 1659 Margherita Fonti, die Enkeltochter des aus dem Patriziergeschlecht de Mellis stammenden Claudio Antonio. Die testamentarische Verfügung Gregorios erfüllte sich dann sieben Jahre nach seinem Tode, als Carlo Antonio Vater einer Tochter wurde, Giovanna Allegri (*31.10.1659 in Rom). Carlo Allegri übersiedelte nach Montefortino und wirkte dort u. a. an der Kathedrale von Segni, die Ländereien seiner Frau aus dem Besitz der de Mellis sowie der Palazzo de Mellis erbte Giovanna Allegri.

## Weitere Werke
- Concertini, 2–5-stimmig mit Basso continuo, libro I, Rom 1618, verschollen
- Concertini, 2–5-stimmig mit Basso continuo, libro II, Rom 1619
- Sammlung Motecta, 2–6-stimmig, Rom 1621
- Sinfonia a 4, in Musurgia universalis von Athanasius Kircher, Rom 1650
- Il salmo Miserere mei Deus, 9-stimmig
- Missa Che fa oggi il mio sole, 5-stimmig
- Missa Christus resurgens, 8-stimmig
- Missa In lectulo meo, 8-stimmig
- Missa Salvatorem exspectamus, 6-stimmig
- Missa Vidi turbam magnam, 6-stimmig
- 2 Lamentationes Jeremiae prophetae, um 1640; 1651
- Te Deum, 8-stimmig
- Laudate regem, 8-stimmig
- mehr als 20 weitere einzelne Motetten